# René Naud
René Naud, ou Nau, né à Sainte-Pazanne le 17 mai 1750, mort à Sainte-Pazanne le 23 janvier 1821, est un négociant, un armateur et un militant révolutionnaire français, élu quartier-maître de la compagnie Marat en octobre 1793.

## Biographie
Fils de René Nau, marchand fermier, et de Suzanne Le Roi, René Nau épouse le 14 mai 1771 Marie Rondeau, fille de François Didier Rondeau et de Catherine Pouvreau âgée de 19 ans, qui lui donne six filles et deux garçons.
À la fin des années 1780, René Nau devient négociant, et il s'installe à Nantes. En 1789, il signe avec d'autres armateurs nantais, un contrat de cinq ans qui les associe dans l'armement et le commerce du sucre. Tandis que Louis Drouin, le plus riche du groupe, investit 400 000 livres, René Nau verse 75 000 livres.
En octobre 1792, La Didon, navire de 300 tonneaux dont il est l'armateur, assure, sur décision des administrateurs du Maine-et-Loire et de la Sarthe, la déportation de 208 prêtres vers les îles Canaries pour la somme de 150 francs par tête; les prêtres sont finalement débarqués en Galice,.
Ses affaires étant entrées en sommeil, le 15 février 1793, il obtient une lettre de marque pour La Didon, qui embarque 14 canons et 100 hommes. Toutefois, partie en mer le 18 avril suivant, la Didon est capturée par les Anglais dès le 12 mai, le ruinant.
Membre de la garde nationale pendant la bataille de Nantes, il entre en octobre 1793 dans la compagnie Marat, dont il est élu quartier-maître. De son côté, son frère Louis est membre du comité révolutionnaire. Après la dissolution de la compagnie Marat, il est l'un des huit commissaires révolutionnaires nommés pour la remplacer par le comité en janvier 1794.
Le 13 juin 1794, au lendemain de l'arrestation de membres du comité révolutionnaire, il est interrogé chez lui, au 67 quai de la Fosse, sur les exactions qu'il a commises à cette époque, sur ordre du nouveau représentant en mission Jean-Baptiste Bô, puis arrêté et jeté en prison.
Sous la Convention thermidorienne, convoqué comme témoin au procès du comité révolutionnaire, il est inculpé, jugé et finalement acquitté en décembre 1794. Il reprend alors son activité commerciale avec Drouin.
Acquéreur d'un bien national à Sainte-Pazanne le 16 fructidor an IV (2 septembre 1796), il retourne dans son pays natal en 1797. Il devient maire de Sainte-Pazanne en avril 1798 et, pour quelques mois, président du directoire exécutif du canton en novembre 1799. Il demeure agent municipal de Sainte Pazanne jusqu'au 1er janvier 1805. Quant à son frère Henri Honoré (né le 25 avril 1755 à Sainte-Pazanne, mort le 19 juillet 1806 à l'âge de 51 ans), il est nommé le 2 brumaire an XI (24 octobre 1802) maire de Saint-Mars-de-Coutais, poste qu'il conserve jusqu'à sa mort.
En avril 1816, son épouse meurt, à l'âge de 64 ans. Lui-même décède le 23 janvier 1821, à l'âge de 70 ans.

### Sources
- Richard Cobb, Les Armées révolutionnaires: instrument de la Terreur dans les départements, avril 1793 (floréal an II), Paris, Mouton & Cie, 1961-1963, 2 volumes, VIII-1019 p.
- Roger Naux, 1793-1794: deux terroristes nantais, Cid, 1979, 170 pages.
- Michel Neault, Les Nau d'hier et d'aujourd'hui: François Nau (1646-1709) et les autres, Association des familles Nau, 2003, 291 pages.